# Orvasca dimorphissima
Orvasca dimorphissima is een donsvlinder uit de familie van de spinneruilen (Erebidae). De wetenschappelijke naam van de soort is, als Euproctis dimorphissima, voor het eerst geldig gepubliceerd in 1994 door Jeremy Daniel Holloway.